# Джонс, Марк Льюис
Марк Льюис Джонс (англ. Mark Lewis Jones; род. 1964) — валлийский актёр, в роли которого входят: капитан Первого ордена Моден Кеннеди в «Звёздных войнах: Последние джедаи», полицейский инспектор в драматическом сериале BBC «55 градусов на север», Мистер Хогг в фильме «Хозяин морей: На краю земли», солдат Тектон в «Трои», Роб Морган в сериале «Стелла», генерал Пикалов в сериале «Чернобыль».

## Биография
Марк Льюис Джонс родился в городе Росланнергругог, Уэльс. Он начал играть подростком в Молодёжном театре «Clwyd» и учился в Королевском музыкальном и драматическом колледже Уэльса.
Джонс играл с Королевской компанией Шекспира и в театре Шекспира «Глобус» в Лондоне.
Он выступал в ряде телевизионных фильмов, включая «Это жизнь», «Голби-Сити», « Духи», «Закон Мерфи», «Пробуждение мёртвых» и «Торчвуд». Он также сыграл детектива Рэя Ллойда в полицейской драме «Предотвращения убийств».
В 2001 году он также сыграл второго мужа Игейн Утера Пендрагона в американском телесериале «Туманы Авалона».
Ему была предложена роль Капитана Кеннеди в Звёздных войнах. Он выступает на первом плане в начальных кадрах и говорит, что он сыграл роль с «шикарным валлийским акцентом».

## Фильмография
| Год  |    | Русское название                 | Оригинальное название                           | Роль                                              |
| ---- | -- | -------------------------------- | ----------------------------------------------- | ------------------------------------------------- |
| 1999 | мф | Вальхалла                        | Valhalla                                        | Один                                              |
| 1999 | ф  | Соломон и Гейнор                 | Solomon a Gaenor                                | Крэд Риз                                          |
| 2000 | с  | Ясон и аргонавты                 | Jason and the Argonauts                         | Мопс                                              |
| 2003 | ф  | Хозяин морей: На краю земли      | Master and Commander: The Far Side of the World | капитан китобойного судна «Альбатрос» Мистер Хогг |
| 2004 | ф  | Троя                             | Troy                                            | солдат Тектон                                     |
| 2009 | с  | Мерлин                           | Merlin                                          | Король Олаф                                       |
| 2011 | с  | Игра престолов                   | Game of Thrones                                 | Шагга                                             |
| 2012 | с  | Титаник                          | Titanic                                         | Дэвид Эванс                                       |
| 2015 | ф  | Королева пустыни                 | Queen of the Desert                             | Фрэнк Лашель                                      |
| 2017 | ф  | Звёздные войны: Последние джедаи | Star Wars: The Last Jedi                        | капитан Первого ордена Моден Кеннеди              |
| 2018 | ф  | Апостол                          | Aposite                                         | Квин                                              |
| 2019 | ф  | Хороший лжец                     | The Good Liar                                   | Брин                                              |
| 2019 | с  | Чернобыль                        | The Crown                                       | генерал-полковник Владимир Пикалов                |
| 2019 | с  | Карнивал Роу                     | Carnival Row                                    | магистрат Флют                                    |
| 2019 | с  | Корона                           | The Crown                                       | доктор Эдвард Миллуорд                            |
| 2020 | с  | Третий день                      | The Third Day                                   | Джейсон                                           |
| 2021 | с  | Пакт                             | The Pact                                        | отец Мартин                                       |
| 2022 | с  | Чужестранка                      | Outlander                                       | Том Кристи                                        |
| 2024 | с  | Оленёнок                         | Baby Reindeer                                   | Джерри                                            |